# Jean Alix Holmand
Jean Alix Holmand (ur. 10 sierpnia 1966) – haitański judoka. Olimpijczyk z Barcelony 1992, gdzie zajął 22. miejsce w wadze półśredniej.
Uczestnik mistrzostw świata w 1995 roku. Trzeci na mistrzostwach Ameryki Środkowej i Karaibów w 1995 roku.

## Letnie Igrzyska Olimpijskie 1992
| Konkurencja | Eliminacje            | Klas. końcowa |
| Konkurencja | Przeciwnik I          | Miejsce       |
| ----------- | --------------------- | ------------- |
| 78 kg       | Kim Byung-joo (KOR) P | 22.           |